# Limnephilus alaicus
Limnephilus alaicus är en nattsländeart som först beskrevs av Martynov 1915.  Limnephilus alaicus ingår i släktet Limnephilus och familjen husmasknattsländor. Inga underarter finns listade i Catalogue of Life.